# Halil Mutlu
Halil Mutlu, nascut amb el nom de Huben Hubenov, (Postnik, Bulgària 1973) és un aixecador turc nacionalitzat, guanyador de tres medalles olímpiques d'or.

## Biografia
Va néixer el 14 de juliol de 1973 a la ciutat de Postnik, població situada a la província de Kardzhali, fill d'una família d'origen turc.

## Carrera esportiva
Va participar, als 19 anys, en els Jocs Olímpics d'Estiu de 1992 celebrats a Barcelona (Catalunya), on va aconseguir guanyar un diploma olímpic en la prova masculina de pes mosca (-52 kg.). En els Jocs Olímpics d'Estiu de 1996 realitzats a Atlanta (Estats Units) aconseguí guanyar la medalla d'or en aquesta prova (-54 kg.), l'última vegada que aquesta disciplina formà part del programa oficial dels Jocs, establint així mateix un nou rècord olímpic. En els Jocs Olímpics d'Estiu de 2000 realitzats a Sydney (Austràlia) aconseguí guanyar la medalla d'or en la prova de pes gall (-56 kg.), establint un nou rècord del món a l'aixecar 305.0 kg., un metall que revalidà en els Jocs Olímpics d'Estiu de 2004 realitzats a Atenes (Grècia).
Al llarg de la seva carrera ha guanyat set medalles en el Campionat del Món d'halterofília, cinc d'elles d'or, i nou medalles en el Campionat d'Europa, totes elles d'or.